# Goert Giltay

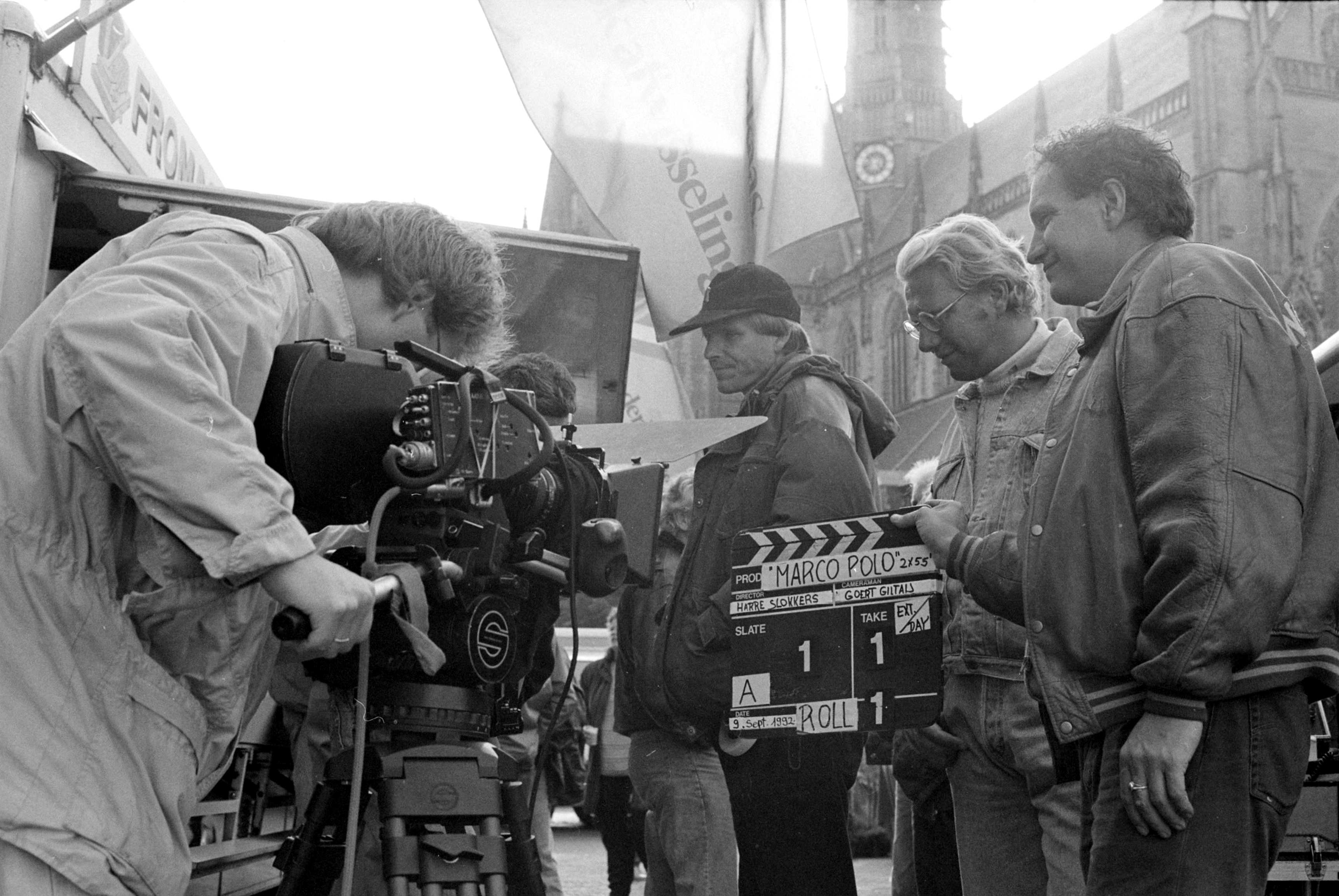
Filmopnamen op de Grote Markt in Haarlem voor een reclamefilm met regisseur Harre Slokkers en cameraman Goert Giltay (1992)

Goert Giltay of Goert Giltaij (Zandvoort, 3 maart 1952) is een Nederlandse cameraman-filmmaker. Hij studeerde aan Academie voor Beeldende Kunsten in Arnhem (1970-1971) en aan de Nederlandse Filmacademie (1972-1976).
Na een periode van tien jaar waarin hij voornamelijk aan documentaires werkte raakte hij ook bij speelfilms betrokken. In 1993 ontving hij een Gouden Kalf Vakprijs Camera als oeuvreprijs voor zijn camerawerk, in 1995 ontving hij op het Camerimage Festival in Polen een Silver Frog voor De Vliegende Hollander van regisseur Jos Stelling, en in 2012 won hij een Gouden Kalf voor beste camerawerk voor zijn camerawerk voor Het meisje en de dood, eveneens van regisseur Jos Stelling. Zijn camerawerk voor De Vliegende Hollander werd genoemd als een van de hoogtepunten van cinematografie van de 20e eeuw in het prestigieuze boek Making Pictures: A Century of European Cinematography.
Als filmmaker regisseerde en draaide hij de film Een vergeten zeemansgeschiedenis (over de belangrijke rol van de koopvaardij in de Tweede Wereldoorlog) en de film Zichtbare stilte over de schilder Pieter Jan Knorr.
Giltay werkte als cameraman samen met een groot aantal Nederlandse regisseurs.